# Solomon Strong
Solomon Strong (* 2. März 1780 in Amherst, Massachusetts; † 16. September 1850 in Leominster, Massachusetts) war ein US-amerikanischer Politiker. Zwischen 1815 und 1819 vertrat er den Bundesstaat Massachusetts im US-Repräsentantenhaus.

## Werdegang
Solomon Strong besuchte bis 1798 das Williams College in Williamstown. Nach einem anschließenden Jurastudium und seiner im Jahr 1800 erfolgten Zulassung als Rechtsanwalt begann er in diesem Beruf zu arbeiten. Politisch wurde er Mitglied der Ende der 1790er Jahre von Alexander Hamilton gegründeten Föderalistischen Partei. In den Jahren 1812 und 1813 gehörte er dem Senat von Massachusetts an.
Bei den Kongresswahlen des Jahres 1814 wurde Strong im zwölften Wahlbezirk von Massachusetts in das US-Repräsentantenhaus in Washington, D.C. gewählt, wo er am 4. März 1815 die Nachfolge von John W. Hulbert antrat, der in den siebten Distrikt wechselte. Nach einer Wiederwahl konnte er bis zum 3. März 1819 zwei Legislaturperioden im Kongress absolvieren. Im Jahr 1818 verzichtete er auf eine erneute Kandidatur. Nach dem Ende seiner Zeit im US-Repräsentantenhaus amtierte Solomon Strong bis 1842 als Berufungsrichter. Er starb am 16. September 1850 in Leominster.